# Adrien Beauchamps
Pour les articles homonymes, voir Gouyou et Beauchamps.
Adrien Beauchamps, ou Adrien Gouyou-Beauchamps, est un homme politique français né le 4 janvier 1855 à Pontours (Dordogne) et décédé le 14 octobre 1916 dans la même commune.

## Biographie
Jean Gouyou-Beauchamps nait le 4 janvier 1855 à Pontours au lieu-dit Pontours-Haut, en Dordogne, fils d'Adrien Jean Gouyou-Beauchamps et d'Antoinette Anna Labrousse. Ultérieurement, il sera connu sous les identités d'Adrien Gouyou-Beauchamps et d'Adrien Beauchamps,.
Après des études à Sarlat et Toulouse, il suit des études de médecine à Paris. Devenu docteur en médecine en 1879, il retourne s'installer à Pontours, dans sa commune natale, dont il devient le maire en janvier 1881 jusqu'à sa mort en 1916. Il est élu conseiller général du canton de Cadouin en décembre 1881, puis député de la Dordogne de 1912 à 1914, inscrit au groupe de l'Alliance libérale populaire. Il est mobilisé pendant la Première Guerre mondiale en tant que médecin. Harassé, il est victime d'une crise cardiaque. Rapatrié à l'arrière du front, il décède le 14 octobre 1916 dans son village natal.